# ゑんどう犬
ゑんどう犬（ゑんどういぬ）は犬やわんわん堂によるキャラクラー。イラスト・人形作品。

## 概要
- 2005年1月からKBS京都テレビの「Live5」へ京都の祭事をメインとした人形を協力開始。同番組終了後、後番組「京プラス」へ引き続き協力をしていた。なお、祭事はマイナーなものもあり、祭事開催日にもかかわらず番組内で取り上げられていない事もしばしばおこっていた。
- 2005年4月から京都市の市民新聞伏見区版「きらり伏見」の挿絵へ、風景内の人物として登場していた。
- ゑんどう犬は犬を擬人化した物ではなく、テレピア星から降り立った犬っぽい宇宙人で、京都市伏見区でホームステイをしていた。また3人兄妹の長男で妹が2人おり、妹達もそれぞれ「Live5」、「京プラス」へ登場していた。